# Adelaide Oval
Das Adelaide Oval ist ein Stadion im australischen Adelaide. Es wird hauptsächlich für Sportveranstaltungen wie Cricket und Australian Football verwendet.

## Geschichte
Das Stadion wurde 1871 nach der Formierung der South Australian Cricket Association eröffnet. In einer Erweiterung und Renovierung zwischen 2008 und 2014 wurde die Sitzkapazität von 34.000 auf 53.583 erhöht.

## Nutzung

### Cricket
Das Stadion dient als Hauptaustragungsstätte für Spiele der South Australian Cricket Association. Der erste Test wurde in dem Stadion im Jahr 1884 ausgetragen. Es war des Weiteren Schauplatz des Höhepunktes der Bodyline Affaire, als englischen Spielern vorgeworfen wurde, absichtlich die Bälle auf die Körper der australischen Batsmen zu werfen. One-Day International werden seit 1975 in dem Stadion ausgetragen und seit 1997 gibt es eine Flutlichtanlage, die Spiele bei Dunkelheit erlaubt. Nachdem beim Cricket World Cup 1992 drei Spiele hier ausgetragen wurden, fanden bei der Ausgabe 2015 drei Vorrundenspiele und ein Viertelfinalspiel in dem Stadion statt. Beim T20 World Cup 2022 wurden sechs Spiele der Super 12 und ein Halbfinalspiel im Adelaide Oval ausgetragen.

### Australian Football
Lange Zeit wurde das Stadion für Spiele, hauptsächlich für das Finale der South Australian National Football League, genutzt. Seit der Saison 2014 tragen die beiden Teams aus Adelaide in der Australian Football League ihre Heimspiele hier aus.

### Andere Nutzung
Während der Rugby-Union-Weltmeisterschaft 2003 wurden in dem Stadion zwei Vorrundenspiele ausgetragen. Des Weiteren fanden in dem Stadion Fußball- und Rugby-League-Spiele statt. Zusätzlich wird das Stadion auch für Konzerte genutzt.